# Sébastien Buemi
Sébastien Buemi (Aigle, 1988. október 31. –) svájci autóversenyző, aki 2009-től 2011-ig a Scuderia Toro Rosso Formula–1-es csapatnál versenyzett. A 2015–2016-os Formula–E szezon bajnoka lett, továbbá a 2018-as, a 2019-es, a 2020-as és a 2022-es Le Mans-i 24 órás verseny győztese.

## Magánélete
Buemi a francia nyelvű, katolikus kanton (Waadt) 8000 lelkes kisvárosában, Aiglében született, svájci anya és arab apa gyermekeként. Jelenleg a család Bahrein fővárosban, Manámában él. Buemi ezeken kívül még olasz útlevéllel is rendelkezik.

## Gokartban töltött évek
Az olasz úti okmánynak hasznát is vette, ugyanis ez tette lehetővé, hogy fiatalként az egyik legerősebb gokart-bajnokságban, Itáliában próbálhatta ki tudását. 1994-ben, vagyis 6 évesen ült először gokartba. Nyert néhány futamot, a nagyobb sikerek azonban elkerülték. 2002-ben második helyen végzett az olasz bajnokságban, a német Nicolas Hülkenberg mögött, az ICA Junior Európa- bajnokságot viszont megnyerte.
A következő évben nem tudta megvédeni címét, ugyanakkor az olasz bajnokságon meggyőző, 21 pontos előnnyel győzni tudott. Majdani F1-es csapattársa, Jaime Alguersuari újoncként 5 pontot gyűjtött, ami a 26. helyre volt elegendő.
A svájci ligában a 13. helyen végzett, ám hozzá kell tenni, hogy hazája seregszemléjén mindössze négy versenyen képviseltette magát.

## Formula BMW
Buemi 2004-ben és 2005-ben a Német Formula BMW-nél versenyzett, nem is akárhogy, hiszen először harmadik, majd második helyen végzett a bajnokságban.
Gokartkarrierjét 2003-ban lezárta, ezt követően különböző Formula-szériákban szerzett tapasztalatot.
Elsőként a Formula BMW sorozatban fitogtatta tudását két év erejéig, ahol első évében rögtön dobogón végzett összetettben, egy híján 100 ponttal elmaradva a már akkor is kirobbanó tehetségnek tartott Sebastian Vetteltől. Érdekesség, hogy ezt az eredményt futamgyőzelem nélkül tudta felmutatni. (Viszont 10 alkalommal is dobogón ünnepelhetett, kétszer indulhatott az első rajtkockából, s ugyanennyiszer futotta meg a leggyorsabb kört.)
A következő esztendőben ismét Hülkenberg állta útját a siker küszöbén, mindössze 5 ponttal maradt el a némettől. (Mérlege imponáló: 7 futamgyőzelem, 16 dobogó, 7 pole pozíció, 12 leggyorsabb kör.) A Formula BMW Világdöntőjén szintén a második hely jutott Bueminek, akkor egy másik német, az azóta kisebb amerikai szériákban vegetáló Marco Holzer állta útját. Ugyancsak 2005-ben a GP2-ből is ismert Racing Engineering istálló lehetőséget adott neki egy futam erejéig a Spanyol F3-ban, pontot azonban nem tudott szerezni.
Mindent összevetve a Formula BMW sorozatban 40 futamból hetet tudott megnyerni, 26 alkalommal állhatott dobogóra. 17 első rajtkocka és 12 leggyorsabb kör szerepel még a statisztikai mutatói között

## Formula–3
Nem számítva az előző évi spanyolországi beugrását, a 2006-os esztendőben sikerült továbblépnie a következő lépcsőfokra. Ez esetében különböző Formula 3-as és Formula- Renault- versenysorozatokat jelentett. A Masters of Formula–3 versenyén a 3. helyen végzett az ASL Team Mücke Motorsport színeiben, Paul di Resta és Giedo van der Garde mögött. A vert mezőny tagja volt egyebek mellett a Renault F1-es csapatának későbbi versenyzője, Romain Grosjean, Sebastian Vettel és Bruno Senna. Az évente megrendezésre kerülő Macau Grand Prix-n pedig éppen csak lemaradt a dobogóról, a negyedik helyen végzett.
A Formula Renault 2.0 Európa Kupában a 11. (1 futamot nyert), a Renault 2.0. NEC pedig a 7. helyet tudta megszerezni összetettben (2 futamon győzött).
A Formula–3 Euroseries-ben a 11. hely jutott neki, 20 versenyen háromszor állhatott dobogóra, ebből egyszer a legmagasabb fokára.
2007-ben is elindult a makaói versenyen, mégpedig a Räikkönen Robertson Racing, amit a finn világbajnok menedzsere, Steve Robertson üzemeltetett. Ezúttal távolabb végzett a dobogótól, a 11. helyen intették le.
Tovább folytatta szereplését a Formula–3 Euro Series-ben, 20 futamot követően végül Romain Grosjean mögött a második helyen végzett. (3 futamgyőzelem, 13 dobogó, 2 pole, 4 leggyorsabb kör volt a mérlege.)

## A1 Grand Prix
A 2006–2007-es A1 Grand Prix szezonban Buemi is rajthoz állt Neel Janival és Marcel Fässlerrel karöltve a svájci nemzeti csapatban. A csapat (A1 Team Switzerland) 50 egységgel a nyolcadik helyen végzett a bajnokságban. Buemi legjobb eredménye három 4. hely volt. A Brands Hatch-i pályán rendezett utolsó versenyen Buemit utólag diszkvalifikálták. Leggyorsabb körét azonban érvényesítették, a versenysorozat történetében ő ebben a műfajban a valaha volt legfiatalabb.

## GP2
2007-ben elfogadta az ART Grand Prix invitálását, s belekóstolt az F1 előszobájaként emlegetett GP2-es versenysorozatba. Eredetileg csupán a szahíri versenyen csuklósérülést szenvedő Michael Ammermüller pótlására szerződtették (Monacóban az előkelő 7. hellyel hálálta meg a bizalmat), a későbbiekben aztán további 5 versenyhétvégén is kapott bizonyítási lehetőséget. A monzai sprintfutamon meg tudta ismételni debütáló versenyén elért 7. helyét, a másik kilenc futamon viszont nem alkotott maradandót, rendszerint a mezőny hátsó felében vesztegelt, a szezonzáró valenciai versenyre már az orosz Michael Aleshin foglalta el helyét. Ugyanakkor két alkalommal övé volt a verseny leggyorsabb köre, így 6 ponttal a tabella 21. helyét tudta megkaparintani, miközben csapattársa, az egész szezonban a végső győzelemért versenyző Lucas di Grassi a 2. helyen végzett.
Az első ízben megrendezett GP2 Asia Series-ben a hatalmas előnnyel diadalmaskodó Romain Grosjean mögött egyenletes teljesítménnyel befutott a második helyre. Az öt helyszínen rendezett, 10 futamos sorozatban egy győzelmet is fel tud mutatni, a Sentul Circuiten, Indonéziában, az utolsó négy versenyen pedig egyformán a második helyen végzett.
2008-ban egész éves szerződést kötött a Trust Team Arden csapatával. Csapattársa az első 5 versenyhelyszínen a holland Yelmer Buurman volt, őt váltotta a szezon hátralévő részére az olasz Luca Filippi. Buemi egész évben megbízható teljesítményt nyújtott, amikor célba ért, egy kivételtől eltekintve rendre az első 10 között foglalt helyet. Noha végső győzelemért egy pillanatig sem volt versenyben, mégis eredményes szezont hagyott maga mögött, hiszen 50 pontjával a tabella 6. helyén fejezte be az évet. Két alkalommal sikerült futamot nyernie. A Magny-Cours-ban megrendezett sprintversenyen csak a 21. rajtkockából indulhatott, miután az előző napi főversenyen technikai probléma hátráltatta. A futamot megelőző órákban zápor vonult át a pályán, ami ugyan rohamos mértékben száradni kezdett, a mezőny túlnyomó többsége mégis intermediate (ún. "köztes") gumikkal állt rajthoz. Egyedül Buemi, aki előbb a mezőny nagy részét látványos előzésekkel a pályán utasította maga mögé, majd miután a többiek is kerékcserére kényszerültek, átvette a vezetést, s ki sem engedte kezéből. Másik sikere a Hungaroringhez köthető, a magyar sprintfutamon már száraz körülmények közt, meggyőző előnnyel sikerült diadalmaskodnia. A két győzelmen kívül még a montmelói, az isztambuli valamint a monzai versenyen állhatott fel a dobogóra. Csapaton belül dominált egész évben.

## A Formula–1-ben

### Tesztpilótaként
F3-as sikereinek letéteményese, a Mücke Motorsport volt a Red Bull egyik leánycsapata. Dietrich Mateschitz már 2002-es sikerei nyomán felfigyelt Buemire, a Red Bull tehetségkutatásának egyik fő láncszemévé lett a későbbiekben.
2007 szeptemberében adatott meg neki először, hogy tesztelhesse a Red Bull RB3-as modelljét. A jerezi gyakorláson Timo Glock (BMW) és Vitantonio Liuzzi (Toro Rosso) mögött ő futotta a harmadik legjobb időt.
A 2008. január 16-án aláírt szerződés értelmében Buemi teszt- és tartalékpilótai feladatokat látott el egész évben a Red Bull Racing csapatnál.
Versenyeken nem jutott szerephez. A japán nagydíjon vezethette az orvosi autót, mivel Jacques Tropenat fülsérülése miatt alkalmatlanná vált megszokott feladata ellátására.

### 2009
Buemi számos teszten bizonyította alkalmasságát, így nem érte váratlanul a közvéleményt, amikor 2009. január 9-én aláírták a szerződést, aminek értelmében a Red Bull Racinghez igazoló Sebastian Vettelt váltotta a Toro Rossónál.
A szerződés év végéig szólt. Szató Takuma és Bruno Senna ellenében döntött mellette a vezetőség. Csapattársa a Toro Rosso másik 2008-as versenyzője, a négyszeres Champ Car-bajnok Sébastien Bourdais volt.
Ausztráliában a 16. helyet szerezte meg az időmérőn, ám mégis a 13. helyről indulhatott a Toyoták kizárása és Lewis Hamilton váltócseréje révén.
A futamon a 8. helyet szerezte meg, de Hamilton büntetése miatt előrelépett a 7. pozícióba.

## Eredményei

### Teljes GP2 eredménylistája
(Táblázat értelmezése)

(Félkövér: pole-pozícióból indult; dőlt: leggyorsabb kört futott) 

| Év   | Csapat              | 1         | 2         | 3         | 4         | 5          | 6          | 7          | 8         | 9         | 10         | 11         | 12         | 13         | 14         | 15         | 16         | 17         | 18         | 19         | 20        | 21      | Helyezés | Pont |
| ---- | ------------------- | --------- | --------- | --------- | --------- | ---------- | ---------- | ---------- | --------- | --------- | ---------- | ---------- | ---------- | ---------- | ---------- | ---------- | ---------- | ---------- | ---------- | ---------- | --------- | ------- | -------- | ---- |
| 2007 | ART Grand Prix      | BHR FEA   | BHR SPR   | ESP FEA   | ESP SPR   | MON FEA 7  | FRA FEA    | FRA SPR    | GBR FEA   | GBR SPR   | GER FEA Ki | GER SPR 20 | HUN FEA 15 | HUN SPR 17 | TUR FEA Ki | TUR SPR 13 | ITA FEA 7  | ITA SPR 14 | BEL FEA 10 | BEL SPR Ki | EUR FEA   | EUR SPR | 21.      | 6    |
| 2008 | Arden International | ESP FEA 7 | ESP SPR 2 | TUR FEA 6 | TUR SPR 3 | MON FEA Ki | MON SPR 11 | FRA FEA Ki | FRA SPR 1 | GBR FEA 4 | GBR SPR Ni | GER FEA Ki | GER SPR 8  | HUN FEA 7  | HUN SPR 1  | EUR FEA 6  | EUR SPR Ki | BEL FEA 5  | BEL SPR 4  | ITA FEA 3  | ITA SPR 7 |         | 6.       | 50   |

### Teljes Formula–1-es eredménysorozata
(Táblázat értelmezése)

(Félkövér: pole-pozícióból indult; dőlt: leggyorsabb kört futott) 

| Év   | Csapat     | 1       | 2      | 3      | 4      | 5      | 6      | 7      | 8      | 9      | 10     | 11     | 12     | 13     | 14     | 15     | 16     | 17     | 18     | 19     | Helyezés | Pont |
| ---- | ---------- | ------- | ------ | ------ | ------ | ------ | ------ | ------ | ------ | ------ | ------ | ------ | ------ | ------ | ------ | ------ | ------ | ------ | ------ | ------ | -------- | ---- |
| 2009 | Toro Rosso | AUS 7   | MAL 16 | CHN 8  | BHR 17 | ESP Ki | MON Ki | TUR 15 | GBR 18 | GER 16 | HUN 16 | EUR Ki | BEL 12 | ITA 13 | SIN Ki | JPN Ki | BRA 7  | UAE 8  |        |        | 16.      | 6    |
| 2010 | Toro Rosso | BHR 16† | AUS Ki | MAL 11 | CHN Ki | ESP Ki | MON 10 | TUR 16 | CAN 8  | EUR 9  | GBR 12 | GER Ki | HUN 12 | BEL 12 | ITA 11 | SIN 14 | JPN 10 | KOR Ki | BRA 13 | UAE 15 | 16.      | 8    |
| 2011 | Toro Rosso | AUS 8   | MAL 13 | CHN 14 | TUR 9  | ESP 14 | MON 10 | CAN 10 | EUR 13 | GBR Ki | GER 15 | HUN 8  | BEL Ki | ITA 10 | SIN 12 | JPN Ki | KOR 9  | IND Ki | UAE Ki | BRA 12 | 15.      | 15   |

† : Nem fejezte be a futamot, de helyezését értékelték, mivel teljesítette a versenytáv több, mint 90%-át.

### Le Mans-i 24 órás autóverseny
| Év   | Csapat              | Csapattárs                         | Autó                | Kategória | Kör | Összetett Helyezés | Kategória Helyezés |
| ---- | ------------------- | ---------------------------------- | ------------------- | --------- | --- | ------------------ | ------------------ |
| 2012 | Toyota Racing       | Anthony Davidson Stéphane Sarrazin | Toyota TS030 Hybrid | LMP1      | 82  | Kiesett            | Kiesett            |
| 2013 | Toyota Racing       | Anthony Davidson Stéphane Sarrazin | Toyota TS030 Hybrid | LMP1      | 347 | 2.                 | 2.                 |
| 2014 | Toyota Racing       | Anthony Davidson Nicolas Lapierre  | Toyota TS040 Hybrid | LMP1-H    | 374 | 3.                 | 3.                 |
| 2015 | Toyota Racing       | Anthony Davidson Nakadzsima Kazuki | Toyota TS040 Hybrid | LMP1      | 386 | 8.                 | 8.                 |
| 2016 | Toyota Gazoo Racing | Anthony Davidson Nakadzsima Kazuki | Toyota TS050 Hybrid | LMP1      | 384 | HN                 | HN                 |
| 2017 | Toyota Gazoo Racing | Anthony Davidson Nakadzsima Kazuki | Toyota TS050 Hybrid | LMP1      | 358 | 8.                 | 2.                 |
| 2018 | Toyota Gazoo Racing | Fernando Alonso Nakadzsima Kazuki  | Toyota TS050 Hybrid | LMP1      | 388 | 1.                 | 1.                 |
| 2019 | Toyota Gazoo Racing | Fernando Alonso Nakadzsima Kazuki  | Toyota TS050 Hybrid | LMP1      | 385 | 1.                 | 1.                 |
| 2020 | Toyota Gazoo Racing | Brendon Hartley Nakadzsima Kazuki  | Toyota TS050 Hybrid | LMP1      | 387 | 1.                 | 1.                 |
| 2021 | Toyota Gazoo Racing | Brendon Hartley Nakadzsima Kazuki  | Toyota GR010 Hybrid | Hypercar  | 369 | 2.                 | 2.                 |
| 2022 | Toyota Gazoo Racing | Brendon Hartley Hirakava Rjó       | Toyota GR010 Hybrid | Hypercar  | 380 | 1.                 | 1.                 |
| 2023 | Toyota Gazoo Racing | Brendon Hartley Hirakava Rjó       | Toyota GR010 Hybrid | Hypercar  | 342 | 2.                 | 2.                 |
| 2024 | Toyota Gazoo Racing | Brendon Hartley Hirakava Rjó       | Toyota GR010 Hybrid | Hypercar  |     |                    |                    |

### Teljes FIA World Endurance Championship eredménysorozata
(Táblázat értelmezése)

(Félkövér: pole-pozícióból indult; dőlt: leggyorsabb kört futott) 

| Év      | Csapat              | Osztály  | Kasztni             | Motor                          | 1      | 2      | 3       | 4      | 5      | 6      | 7      | 8     | 9     | Helyezés | Pont   |
| ------- | ------------------- | -------- | ------------------- | ------------------------------ | ------ | ------ | ------- | ------ | ------ | ------ | ------ | ----- | ----- | -------- | ------ |
| 2012    | Toyota Racing       | LMP1     | Toyota TS030 Hybrid | Toyota 3.4 L V8 (Hybrid)       | SEB    | SPA    | LMS Ki  | SIL    | SÃO    | BHR    | FUJ    | SHA   |       | HN       | 0      |
| 2013    | Toyota Racing       | LMP1     | Toyota TS030 Hybrid | Toyota 3.4 L V8 (Hybrid)       | SIL 3  | SPA 4  | LMS 2   | SÃO Ki | COA 2  | FUJ 15 | SHA Ki | BHR 1 |       | 3.       | 106.25 |
| 2014    | Toyota Racing       | LMP1     | Toyota TS040 Hybrid | Toyota 3.4 L V8 (Hybrid)       | SIL 1  | SPA 1  | LMS 3   | COA 3  | FUJ 1  | SHA 1  | BHR 10 | SÃO 2 |       | 1.       | 166    |
| 2015    | Toyota Racing       | LMP1     | Toyota TS040 Hybrid | Toyota 3.4 L V8 (Hybrid)       | SIL 3  | SPA 8  | LMS 8   | NÜR 5  | COA 4  | FUJ 5  | SHA 6  | BHR 4 |       | 5.       | 79     |
| 2016    | Toyota Gazoo Racing | LMP1     | Toyota TS050 Hybrid | Toyota 2.4 L Turbo V6 (Hybrid) | SIL 16 | SPA 27 | LMS Hn  | NÜR 5  | MEX Ki | COA 5  | FUJ 4  | SHA 6 | BHR 4 | 8.       | 60     |
| 2017    | Toyota Gazoo Racing | LMP1     | Toyota TS050 Hybrid | Toyota 2.4 L Turbo V6 (Hybrid) | SIL 1  | SPA 1  | LMS 6   | NÜR 4  | MEX 3  | COA 3  | FUJ 1  | SHA 1 | BHR 1 | 2.       | 183    |
| 2018–19 | Toyota Gazoo Racing | LMP1     | Toyota TS050 Hybrid | Toyota 2.4 L Turbo V6 (Hybrid) | SPA 1  | LMS 1  | SIL Kiz | FUJ 2  | SHA 2  | SEB 1  | SPA 1  | LMS 1 |       | 1.       | 198    |
| 2019–20 | Toyota Gazoo Racing | LMP1     | Toyota TS050 Hybrid | Toyota 2.4 L Turbo V6          | SIL 2  | FUJ 1  | SHA 2   | BHR 2  | COA 2  | SPA 2  | LMS 1  | BHR 2 |       | 2.       | 202    |
| 2021    | Toyota Gazoo Racing | Hypercar | Toyota GR010 Hybrid | Toyota 3.5 L Turbo V6 (Hybrid) | SPA 1  | ALG 1  | MNZ 4   | LMS 2  | BHR 2  | BHR 1  |        |       |       | 2.       | 168    |
| 2022    | Toyota Gazoo Racing | Hypercar | Toyota GR010 Hybrid | Toyota 3.5 L Turbo V6 (Hybrid) | SEB 2  | SPA Ki | LMS 1   | MNZ 2  | FUJ 1  | BHR 2  |        |       |       | 1.       | 149    |
| 2023    | Toyota Gazoo Racing | Hypercar | Toyota GR010 Hybrid | Toyota 3.5 L Turbo V6 (Hybrid) | SEB 2  | ALG 1  | SPA 2   | LMS 2  | MNZ 6  | FUJ 2  | BHR 1  |       |       | 1.       | 172    |
| 2024    | Toyota Gazoo Racing | Hypercar | Toyota GR010 Hybrid | Toyota 3.5 L Turbo V6 (Hybrid) | QAT    | IMO    | SPA     | LMS    | SÃO    | COA    | FUJ    | BHR   |       | *        | *      |

### Teljes Formula–E eredménylistája
(Táblázat értelmezése)

(Félkövér: pole-pozícióból indult; dőlt: leggyorsabb kört futott) 

| Év      | Csapat          | 1      | 2      | 3      | 4       | 5      | 6      | 7       | 8       | 9      | 10     | 11      | 12      | 13     | 14     | 15     | 16    | 17  | Helyezés | Pont |
| ------- | --------------- | ------ | ------ | ------ | ------- | ------ | ------ | ------- | ------- | ------ | ------ | ------- | ------- | ------ | ------ | ------ | ----- | --- | -------- | ---- |
| 2014–15 | Renault e.dams  | BEI Ki | PUT 3  | PDE 1  | BUE Ki  | MIA 13 | LBH 4  | MON 1   | BER 2   | MOS 9  | LON 1  | LON 5   |         |        |        |        |       |     | 2.       | 143  |
| 2015–16 | Renault e.dams  | BEI 1  | PUT 12 | PDE 1  | BUE 2   | MEX 2  | LBH 16 | PAR 3   | BER 1   | LON 5  | LON Ki |         |         |        |        |        |       |     | 1.       | 155  |
| 2016–17 | Renault e.dams  | HKG 1  | MAR 1  | BUE 1  | MEX 14  | MON 1  | PAR 1  | BER Kiz | BER 1   | NYC    | NYC    | MNT Kiz | MNT 11  |        |        |        |       |     | 2.       | 157  |
| 2017–18 | Renault e.dams  | HKG 11 | HKG 10 | MAR 2  | SAN 3   | MEX 3  | PDE Ki | ROM 6   | PAR 5   | BER 4  | ZUR 5  | NYC 3   | NYC 4   |        |        |        |       |     | 4.       | 125  |
| 2018–19 | Nissan e.dams   | ADR 6  | MAR 8  | SAN Ki | MEX 21† | HKG Ki | SNY 8  | ROM 5   | PAR 15  | MON 5  | BER 2  | BRN 3   | NYC 1   | NYC 3  |        |        |       |     | 2.       | 119  |
| 2019–20 | Nissan e.dams   | ADR Ki | ADR 12 | SAN 13 | MEX 3   | MAR 4  | BER 7  | BER 2   | BER 11  | BER 3  | BER 10 | BER 3   |         |        |        |        |       |     | 4.       | 84   |
| 2020–21 | Nissan e.dams   | DIR 13 | DIR Ki | ROM 5  | ROM 10  | VAL Ki | VAL 11 | MON 11  | PUE Kiz | PUE 14 | NYC 6  | NYC 15  | LON Kiz | LON 13 | BER 11 | BER 14 |       |     | 21.      | 20   |
| 2021–22 | Nissan e.dams   | DIR 17 | DIR 13 | MEX 8  | ROM 16  | ROM 9  | MON 8  | BER 14  | BER 14  | JAK 11 | MAR 16 | NYC 6   | NYC 13  | LON 11 | LON 6  | SEO Ki | SEO 9 |     | 15.      | 30   |
| 2022–23 | Envision Racing | MEX 6  | DIR 4  | DIR 6  | HAI 15  | CAP 5  | SAP 10 | BER 4   | BER 20  | MON 8  | JAK 20 | JAK 10  | POR 5   | ROM Ki | ROM 5  | LON 3  | LON 6 |     | 6.       | 105  |
| 2023–24 | Envision Racing | MEX 2  | DIR 12 | DIR Vi | SAP 10  | TOK 13 | MIS 12 | MIS Ki  | MON 15  | BER    | BER    | SHA 8   | SHA 12  | POR 20 | POR 9  | LON 3  | LON 4 |     | 11.      | 53   |
| 2024–25 | Envision Racing | SAP .  | MEX    | JED    | JED     |        | MIA    | MON     | MON     | TOK    | TOK    | SHA     | SHA     | JAK    | BER    | BER    | LON   | LON | HN       | 0    |

* A szezon jelenleg is zajlik.
† A versenyt nem fejezte be, de helyezését értékelték, mert a versenytáv több, mint 90%-át teljesítette.